# Cyclophyllum costatum
Cyclophyllum costatum är en måreväxtart som först beskrevs av Cyril Tenison White, och fick sitt nu gällande namn av Sally T. Reynolds och Rodney John Francis Henderson. Cyclophyllum costatum ingår i släktet Cyclophyllum och familjen måreväxter. Inga underarter finns listade i Catalogue of Life.